# سيداوية
السيداوية (الاسم العلمي: Sididae) هي فصيلة من المفصليات تتبع رتبة مضاعفات الدرقة من طائفة غلصميات الأرجل.

## أجناس
- السيدا